# Новоандріївка (Березівський район)
Новоандрі́ївка — село Старомаяківської сільської громади Березівському районі Одеської області в Україні. Населення становить 190 осіб.

## Історія
Під час організованого радянською владою Голодомору 1932—1933 років помер щонайменше 1 житель села.

## Населення
Згідно з переписом УРСР 1989 року чисельність наявного населення села становила 214 осіб, з яких 107 чоловіків та 107 жінок.
За переписом населення України 2001 року в селі мешкало 190 осіб.

### Мова
Розподіл населення за рідною мовою за даними перепису 2001 року:
| Мова       | Відсоток |
| ---------- | -------- |
| українська | 90,00 %  |
| молдовська | 7,37 %   |
| російська  | 2,63 %   |